# Siegbert Kreuter
Siegbert Kreuter (* 1929 in Mitterndorf, Kärnten) ist ein ehemaliger Berufsoffizier des österreichischen Bundesheeres mit dem letzten Dienstgrad General und Autor mehrerer Publikationen.

## Leben
Siegbert Kreuter wurde als Sohn eines Holzfällers in Mitterndorf geboren. Sein Berufsleben begann er als Postbediensteter. Im Mai 1952 trat er der B-Gendarmerie, der Vorgängerorganisation des Bundesheeres im besetzten Nachkriegsösterreich, bei und er absolvierte daraufhin die Gendarmerieschule Obere Fellach in Kärnten.
Nachdem er 1955 vom Österreichischen Bundesheer übernommen wurde, absolvierte er 1963 einen Stabsoffizierskurs bei der Infantry School der United States Army in Fort Benning und anschließend 1963 bis 1966 die österreichische Generalstabsausbildung beim 4. Generalstabskurs des Österreichischen Bundesheeres.
Er war daraufhin Chef des Stabes bei der 1. Jägerbrigade, später hatte er einige Funktionen in der Organisations-, Mobilmachungs- und Ausbildungsabteilung des Bundesministeriums für Landesverteidigung inne. 1972 wurde er Chef des Stabes des Militärkommandos Burgenland und 1974 wurde er zum Oberst im Generalstab befördert.
Von 1979 bis 1985 Militärkommandant von Burgenland, bis er 1986 als Leiter der Inspektionsgruppe und stellvertretender Sektionsleiter im Bundesministerium für Landesverteidigung versetzt wurde.
1994 erfolgte der Übertritt in den Ruhestand.

## Werke
- Siegbert Kreuter: Ein B-Gendarm erinnert sich, 2002
- Siegbert Kreuter: Erlebtes Bundesheer, Teil 1 - Vom Hilfsgendarm zum Kompaniekommandanten - 1952 bis 1963, 2006
- Siegbert Kreuter: Erlebtes Bundesheer, Teil 2 - Vom S 3 im Brigadestab in den Generalstabsdienst- 1963 bis 1973, 2007

## Sonstiges
Siegbert Kreuter war Autor mehrerer wissenschaftlicher Publikationen über Militärpersonen und Operationen der Kriegsgeschichte. Er trägt den Berufstitel Professor und er war Mitglied des Bundes sozialistische Akademiker.